# Q-Cells
Q-Cells AG è una azienda tedesca operante nella produzione di celle fotovoltaiche.

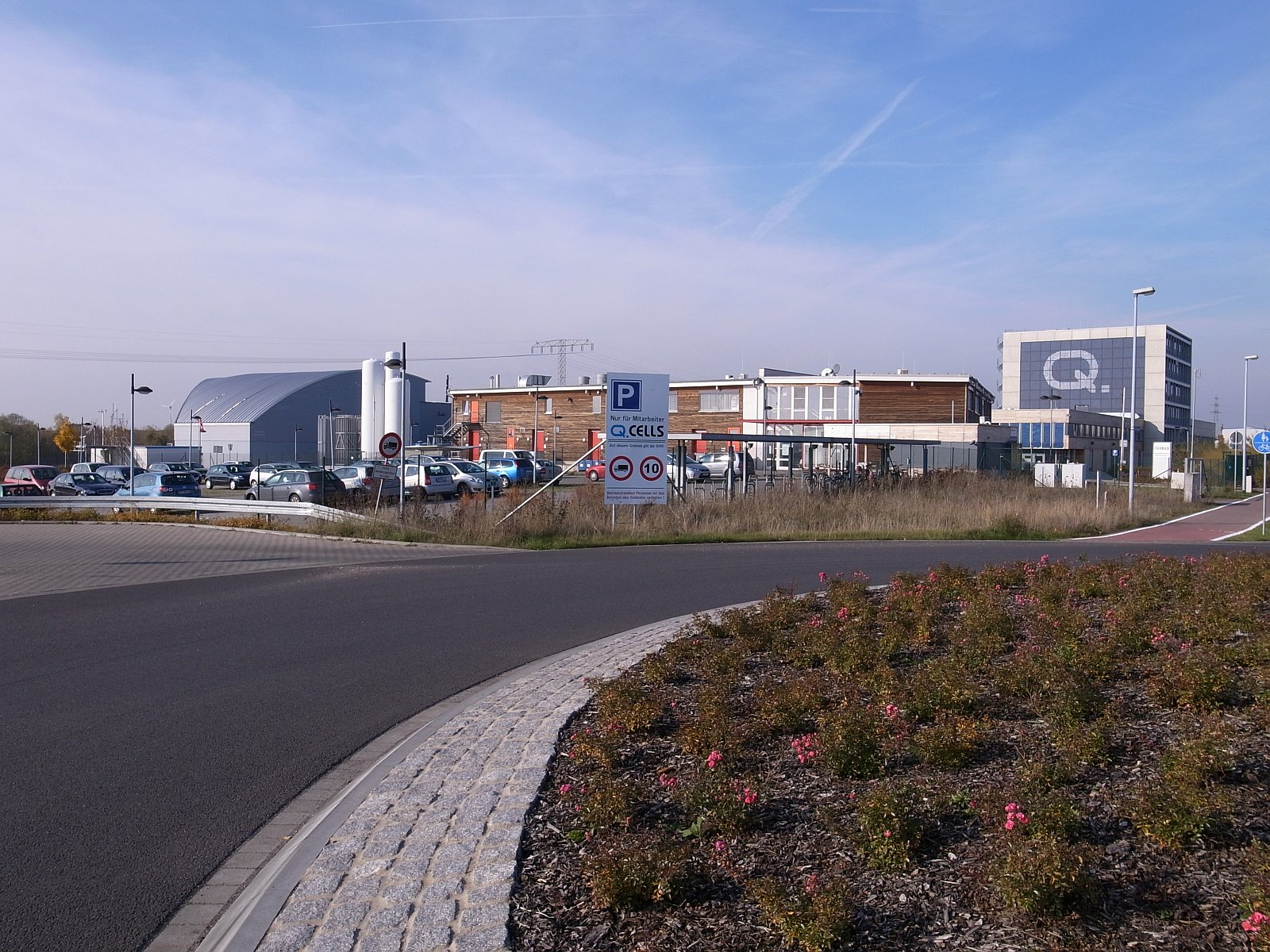
La sede di Q-Cells.

## Storia
Fondata nel 1999, l'azienda si è specializzata nella produzione di celle fotovoltaiche di alta qualità che, tramite semi-conduttori a base di silicio, permettono di generare corrente elettrica quando esposte ai raggi solari.

## Prodotti
- Celle policristalline 92%.
- Celle monocristalline  8%.